# Paracoffea
Paracoffea là một chi thực vật có hoa trong họ Thiến thảo (Rubiaceae).

## Loài
Chi Paracoffea gồm các loài: